# Fliegerhorst Störmede

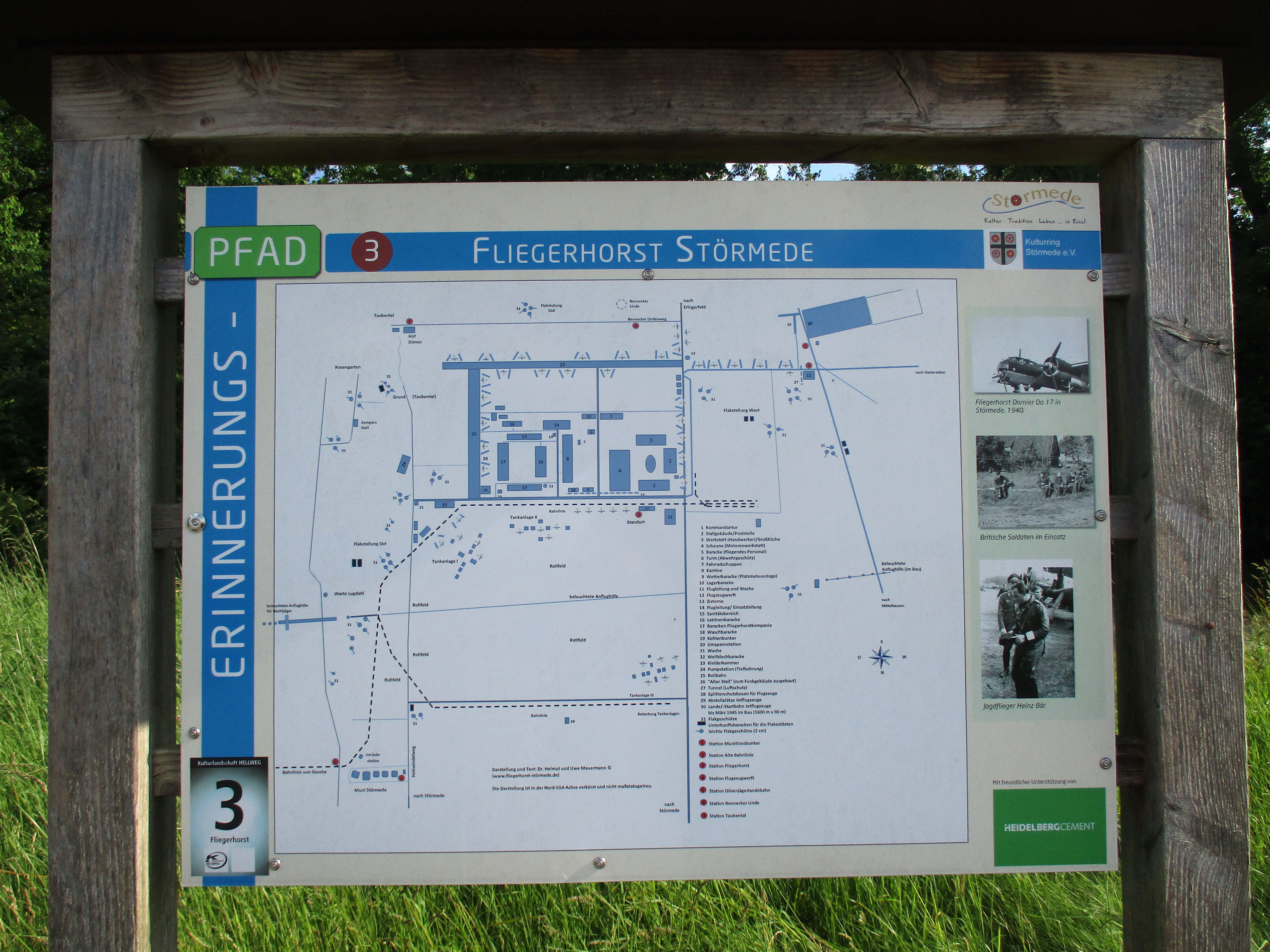
„Erinnerungspfad Fliegerhorst Störmede“ Plan vom ehemaligen Fliegerhorst auf Infotafel 3

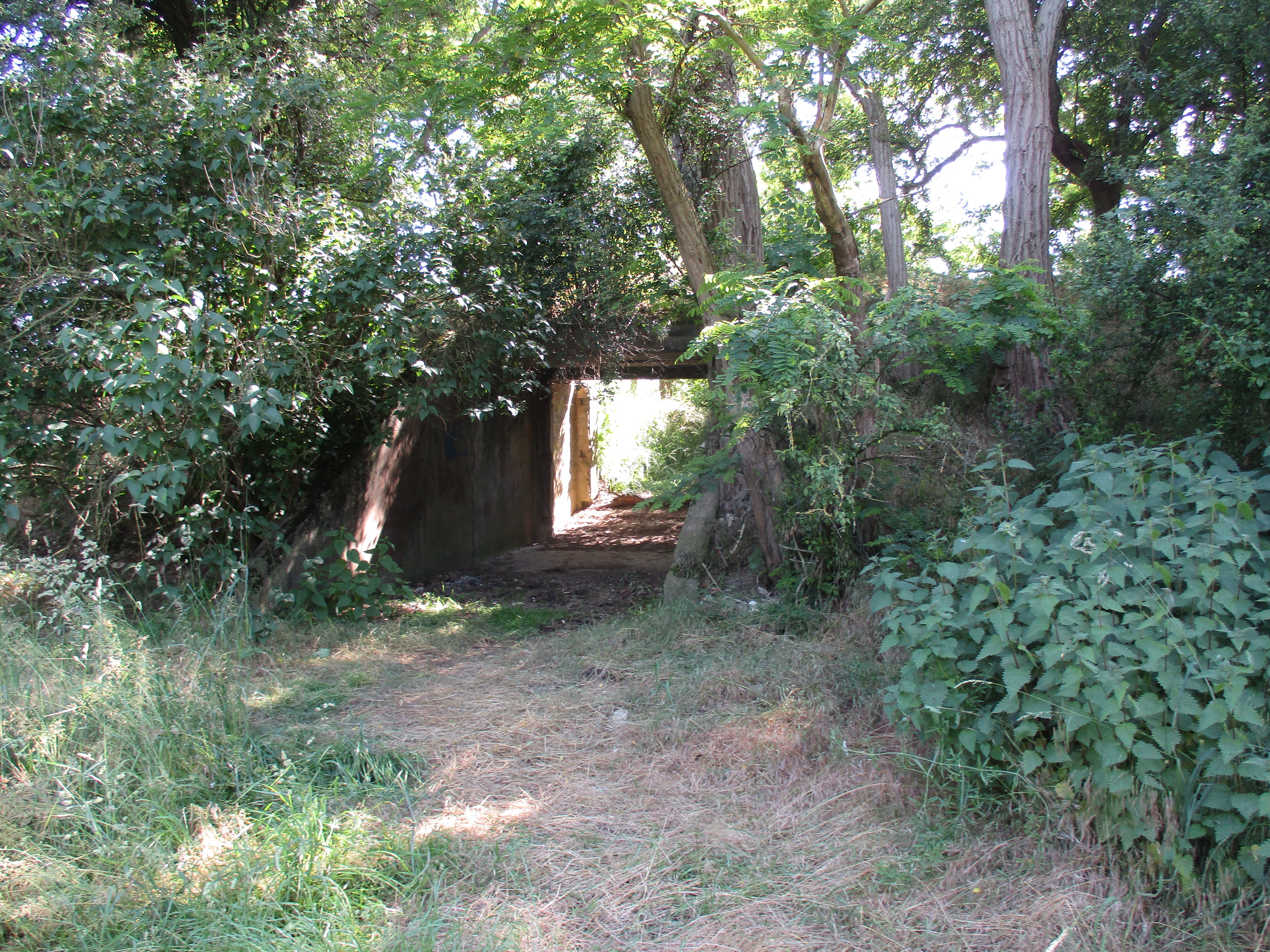
Lagerbunker am Munitionslager „Muni“

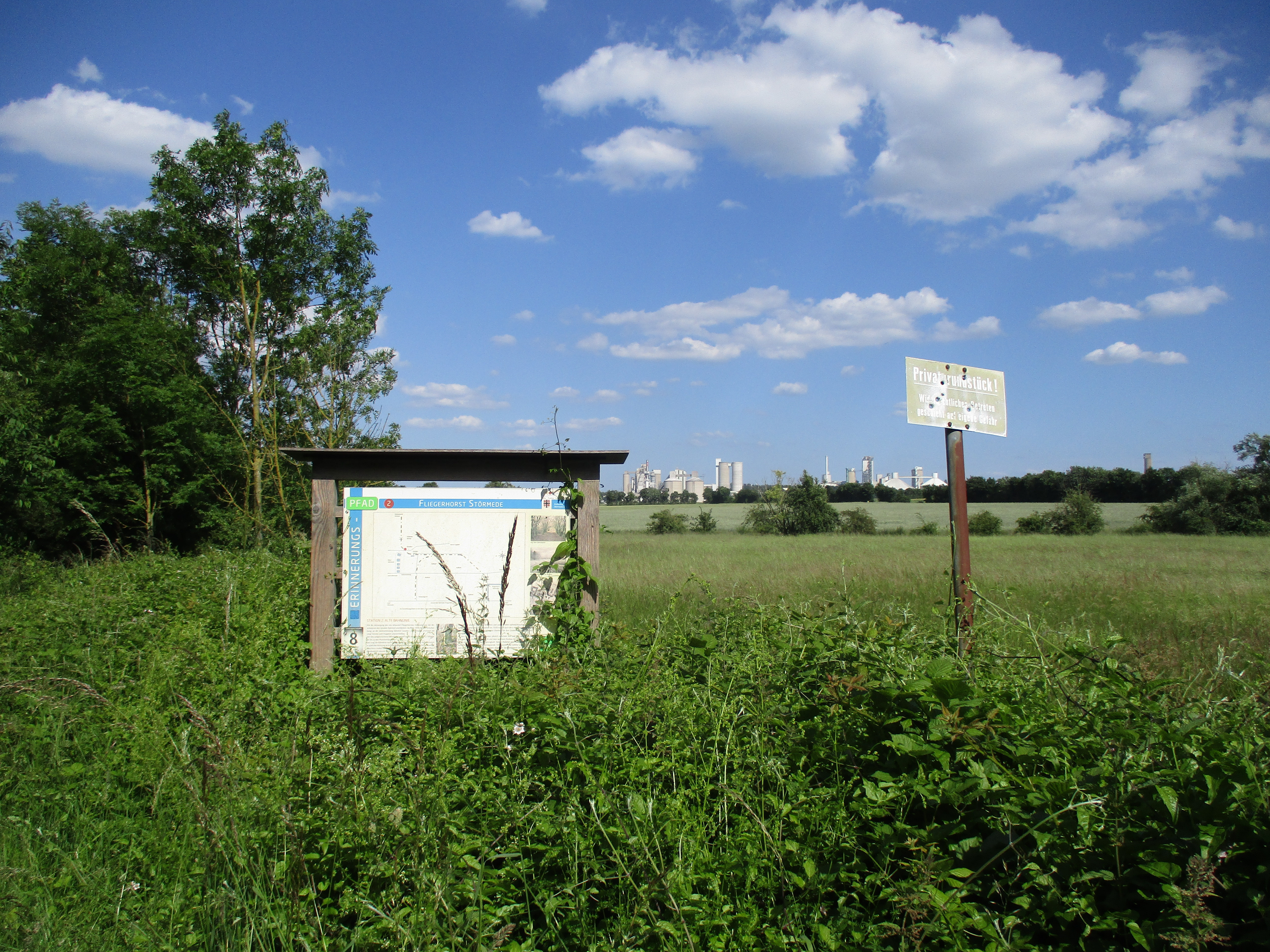
Alte Bahnlinie vom Fliegerhorst Störmede zum Bahnanschluss Geseke-Büren am Zementwerk „Fortuna“

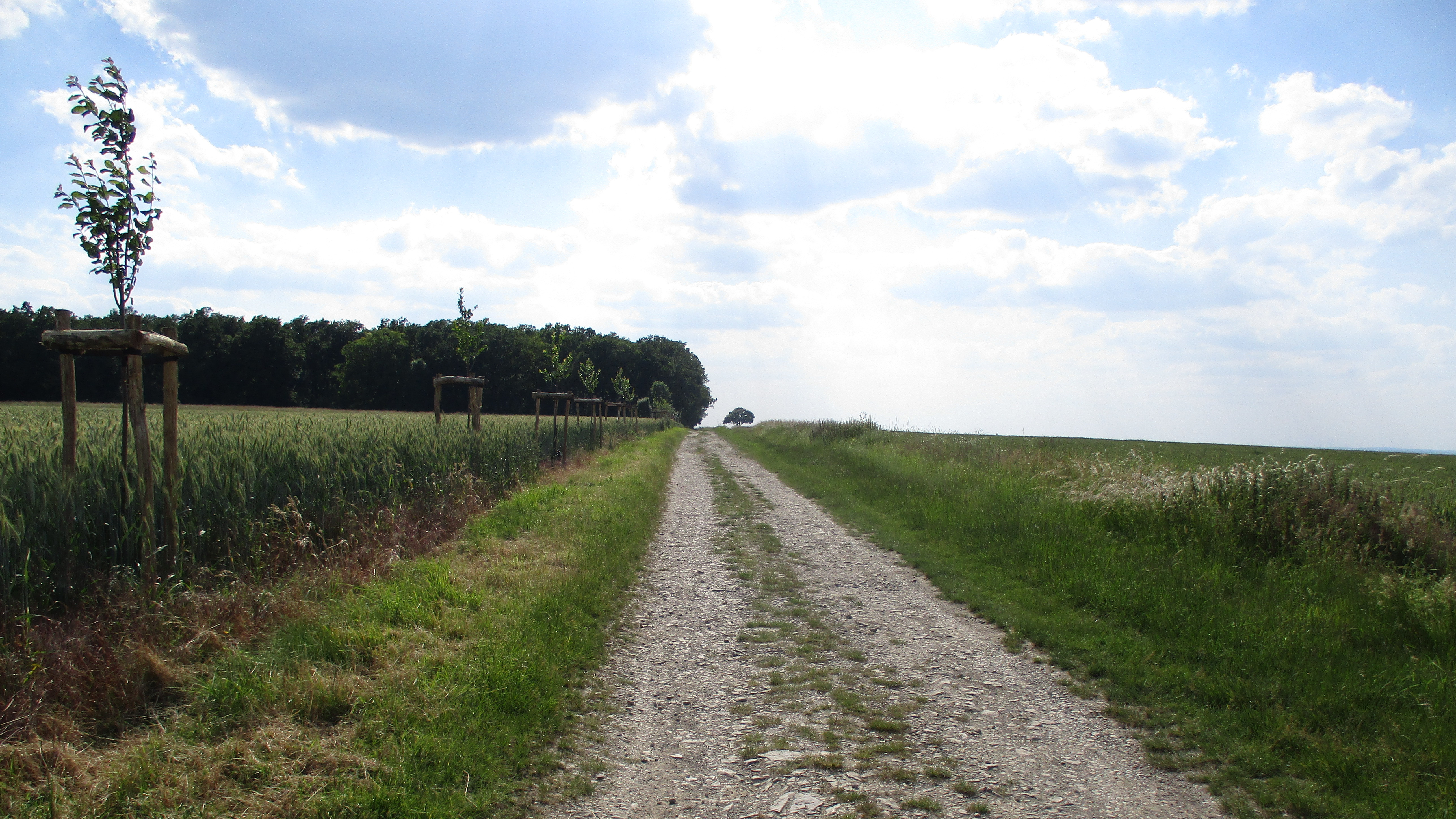
Weg zum ehemaligen Fliegerhorst. Im Wald sind noch Fundamentreste der Gebäude.

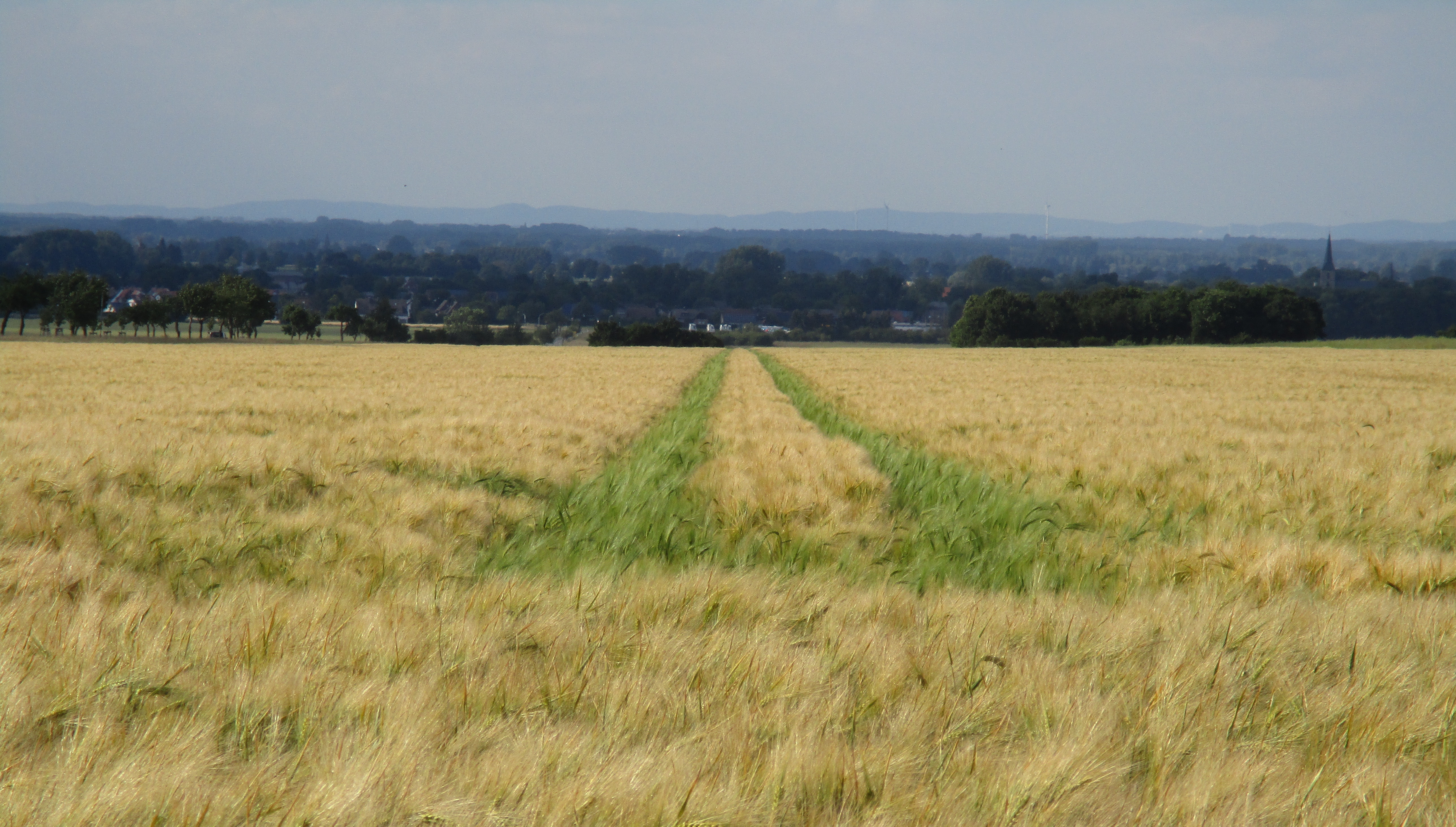
Am Rollfeld des ehemaligen Fliegerhorst Störmede

Der Fliegerhorst Störmede ist ein ehemaliger Militärflugplatz (1935–1945) der Luftwaffe der Wehrmacht südwestlich von Geseke in Nordrhein-Westfalen. Er befand sich zwischen den heutigen Gemeindeteilen Störmede und Eringerfeld. Zunächst war er der einzige Einsatzhafen I. Ordnung in Westfalen und wurde ab Sommer 1943 zum Fliegerhorst ausgebaut (Deckname: Gartenzaun). Seit den 1950er Jahren nutzten Soldaten der britischen Rheinarmee aus Lippstadt das Gelände für Übungen. Von 1970 bis Mitte der 1980er testete dort die RAF Gütersloh Senkrechtstarter vom Typ Hawker Siddeley Harrier. Die letzten massiven Gebäude wurden ab 1985 abgerissen, da eine weitere zivile Nutzung nicht sinnvoll erschien.
Im Jahr 2014 legten Bürger des Dorfes Störmede einen Themenweg über den Fliegerhorst an. An dem etwa 12 km langen Wanderweg gibt es an acht Stationen Informationen über die Geschichte, Infrastruktur und Ausdehnung der militärischen Anlage. Es sind noch Reste von Gebäuden und Munitionsbunkern vorhanden. Im Heimathaus Störmede ist ein Modell des Fliegerhorstes Störmede aufgebaut.

## Geschichte

### Vor dem Krieg
Nach der Machtübernahme der Nationalsozialisten 1933 sollten für die neue deutsche Luftwaffe auch im Raum Westfalen Fliegerhorste und ein Einsatzhafen I. Ordnung gebaut werden. Zunächst war es ein Geheimprojekt, da dieses Vorhaben eindeutig gegen die Auflagen des Versailler Vertrags verstieß. Aus strategischen Gründen fiel die Wahl für den Einsatzhafen auf die ländlich geprägte Region am Fuße der Haar zwischen Störmede und Eringerfeld. Südlich des Dorfes Störmede gibt es weitläufige Agrarflächen und Richtung Eringerfeld große Waldgebiete, bei Geseke und Erwitte Steinbrüche und Zementwerke. Hinzu kam noch die vorhandene Infrastruktur: die Anbindung zur Kreisstraße Störmede-Eringerfeld, die Nähe zur Reichsstraße 1 (heute B1) und die Möglichkeiten für einen Gleisanschluss an den Bahnhof Geseke oder als Abzweig von der Bahnlinie Dortmund-Kassel bei Ehringhausen. Über die zivil erscheinende Tarnorganisation „Deutsche Luftfahrt- und Handels AG Berlin“ (DELHAG) wurden 1934 von den ansässigen Grundbesitzern zunächst 84 ha Land gepachtet. Die Planungen für den Flugplatz wurden jedoch von der „Deutschen Verkehrsfliegerschule Münster“, einer weiteren Tarnorganisation, übernommen.
1935 begannen die ersten Bauarbeiten für den „Sportplatz für die Verkehrsfliegerschule Münster“ und es wurde ein Rollfeld als Start- und Landebahn auf den nördlichen Ackerflächen angelegt. Da es in den Wintermonaten nur wenig Arbeit in der Landwirtschaft gab, bot der damalige Geseker Bürgermeister Feldmann an, die „Verkehrsflieger-Schule Münster“ mit Arbeitskräften aus dem Reichsarbeitsdienstlager (RAD) zu unterstützen. Das lehnte man jedoch dankend ab. Der Bau wurde von privaten Firmen ausgeführt, um mit diesem Projekt Arbeitsplätze zu schaffen. Landwirte konnten mit ihren Fuhrwerken bezahlte Transportdienste übernehmen. Schließlich war es für die Regierung Hitler ein vorrangiges Ziel, die Arbeitslosigkeit zu bekämpfen. Vor der Planierung des Rollfeldes wurden drei unterirdische Tanklager installiert und durch ein Röhrensystem verbunden. Ihre Befüllung erfolgte über die Tankanlage III am nordwestlichen Eckpunkt des Platzes. Nachdem Hermann Göring am 8. März 1935 öffentlich die Gründung der neuen Deutschen Luftwaffe bekannt gab, wurde aus der „Deutschen Verkehrsfliegerschule Münster“ das Luftgau-Kommando VI. Das neue „Baugelände Einsatzhafen Störmede“ wurde Sperrgebiet.
Bald darauf folgte der Ausbau der Bahnverbindung. Von der Verladestation an der nordöstlichen Ecke des Militärflugplatzes führte eine eingleisige Schmalspurbahn in gerader Linie zum Bahnanschluss des Zementwerkes „Fortuna“ an der Bahnstrecke Geseke–Büren. Für den 2,1 km westlich gelegenen Bahnhof musste ein Bahndamm aufgeschüttet und zur Überquerung der Schledde eine Brücke gebaut werden. In südlicher Richtung verlief die Strecke u-förmig um das Rollfeld und weiter bis zum Fliegerhorst. Bereits zu Friedenszeiten verschob man über die Strecke jährlich bis zu 450 Waggons an Material und Treibstoff für den Aufbau des Militärflughafens. Ab 1938 erfolgte die Errichtung der ersten Unterkunfts- und Funktionsbaracken sowie der Bau der massiven Fliegerhorstgebäude. Die fünf Munitionsbunker sollten ursprünglich näher am Fliegerhorst stehen. Aus Sicherheitsgründen baute man sie an einer neuen Verladestation und verbarg sie unter einen bepflanzten Erdwall.
Da die Anlage von Anfang an als Militärstandort geplant war, hatte Tarnung oberste Priorität. Bauliche Anlagen, wie die Wohnbaracken und die Kantine, lagen versteckt im Wald südlich des Rollfeldes. Die größeren, schwer zu tarnenden Hauptgebäude, wie Werkstätten, Stall und Kommandozentrale, wurden einem westfälischen Gutshof nachempfunden. Damit auch aus der Luft der Schein als Landwirtschaftsbetrieb gewahrt blieb, wurde für die Pflege des Militärflugplatzes ein Platzlandwirt mit Arbeitskräften angestellt. Er kümmerte sich um die Bestellung des Rollfeldes mit Gräsern und Klee, die Instandhaltung der Wege und die Anpflanzung von Bäumen. Die Gutsherrschaft von Ketteler in Schloss Eringerfeld durfte die Bahnstrecke für den Transport von Grubenholz für die Zechen im Ruhrgebiet nutzen. 

### Während des Krieges
Als im September 1939 der Zweite Weltkrieg ausbrach, wurde der Einsatzhafen Störmede sofort in Betrieb genommen, nachdem ein Manöver 1938 seine Funktionstüchtigkeit bewiesen hatte. Der Einsatzhafen erhielt eine Kommandantur und als erste Einheit wurde die II. Gruppe des Zerstörergeschwaders 26 von Werl überführt. Im Frühjahr 1940 wurde die Kampfgruppe z.b.V. 12 mit über 50 Ju 52 nach Störmede verlegt, um von hier aus Luftlandeinfanterie nach Holland zu transportieren. Der Nutzungsgrad der Schmalspurbahn stieg mit dem Ausbau des Einsatzhafens sprunghaft an. Neben Baumaterial und Munition aller gängigen Kaliber der Flugzeuge wurde auch Personal transportiert. 1940 wurde zur Ablenkung der Alliierten im „Hölter Klee“, südöstlich von Geseke, ein Scheinflughafen mit Holzattrappen von Messerschmitt Bf 109-Jägern angelegt. Ab 1944 wurde dort ein Feldflughafen eingerichtet, um deutschen Nachtjägern einen Unterschlupf anzubieten.
Nach den ersten Großangriffen der RAF auf das Rheinland und das Ruhrgebiet und dem ersten Tagesangriff der Amerikaner auf den Bahnhof Hamm/Westf. wurde ab Sommer 1943 der Einsatzhafen Störmede großzügig zum Fliegerhorst ausgebaut. Der Platz war auch nachtflugtauglich mit entsprechender Platz- und Anflugbefeuerung und erhielt eine dauerhafte Kommandantur. Erster Kommandeur wurde Oberst Reh, später die Oberste Völzcke, Scharfbier und Becker. Die übergeordnete Dienststelle war seit 1939 der Fliegerhorst Werl als sogenannter Flieger-Leithorst, dem auch die Flugplätze in Lippstadt, Dortmund, Detmold, Münster–Handorf, Paderborn und Gütersloh unterstanden. Hinzu kam der Einsatzhafen II. Ordnung in Bad Lippspringe. Fernmeldetechnisch war der Fliegerhorst Störmede mit dem Funk- und Fernsprechnetz der Wehrmacht verbunden und besaß ein eigenes Funkfeuer zur Orientierung der Piloten. Eine neue Flugzeugwerft an der Oestereidener Straße ersetzte die alte Motorenwerkstatt in der Gutshofscheune. Bergleute aus Hamm legten vom Kommandanturgebäude aus einen Stollen mit Seitenkammern in 10 Metern Tiefe an in Richtung Kantinenbaracke. In den folgenden Kriegsjahren starteten Tagjäger, Nachtjäger und Schlachtflieger zu ihren Einsätzen. Major Heinz Bär vom Jagdgeschwader 1 Oesau erzielte von Störmede aus seinen 200. Luftsieg.
Auch der erfolgreiche Nachtjäger Martin Drewes war mit dem Nachtjagdgeschwader 1 in Störmede stationiert.
Im Laufe des Krieges wurde der Militärflugplatz planmäßig und kontinuierlich erweitert. 
Ab September 1944 begann der Bau einer betonierten, 1.500 m langen und 90 m breiten, Düsenjägerlandebahn für Messerschmitt 262 zwei Kilometer südwestlich vom Platz in Richtung Oestereiden. Dafür waren Kräfte der Organisation Todt und des Reichsarbeitsdienstes, Freiwillige der Hitlerjugend aus dem Gau Südwestfalen und eine Luftwaffen-Baukompanie im Einsatz. Hinzu kamen Zwangsarbeiter aus dem Mindener Raum, die jüdischer Abstammung waren. Da kaum Arbeitsmaschinen vorhanden waren, zogen sich die Bauarbeiten bis in den März 1945 hin und konnten daher nicht fertiggestellt werden. 
Am 24. März 1945 gab es den größten Angriff auf den Fliegerhorst Störmede. 100 viermotorige Bomber der United States Army Air Forces überzogen den Flugplatz mit einem Bombenteppich. 4.300 Bomben unterschiedlichen Kalibers fielen auf das Gelände und machten das Rollfeld mit 800 Kratern unbrauchbar. Zuvor waren in einem Luftkampf etliche aufsteigende Jäger des Jagdgeschwaders 27 von amerikanischen North American P-51Mustangs abgeschossen worden. Der Fliegerhorst war für die nächsten Tage außer Gefecht gesetzt. Zwar wurden für eine provisorische Instandsetzung der Start- und Landebahn 1.000 russische Kriegsgefangene aus dem Sennelager herangezogen, doch für weitere Einsatzflüge gegen den Feind war es zu spät. Die Amerikaner schlossen in Lippstadt den Ruhrkessel. Am 1. April 1945 gaben die fliegenden Verbände und die Fliegerhorstbesatzung den Platz auf, um aus dem Kessel zu entkommen. Der verlassene Fliegerhorst wurde von den Amerikanern besetzt und später den Briten übergeben.

#### Stationierte Einheiten
| 1939 | Zerstörergeschwader 26 – II. Gruppe („Horst-Wessel-Geschwader“), Schutz Ruhrgebiet |
| 1940 | Kampfgruppe z.b.V.12, Transport von Luftlandeinfanterie nach Holland |
| 1944 | Jagdgeschwader 1 – II. Gruppe („Jagdgeschwader Oesau“), Reichsverteidigung Jagdgeschwader 3 – IV. Gruppe („Jagdgeschwader Udet“), Reichsverteidigung Jagdgeschwader 76 – I. Gruppe (umbenannt in Zerstörergeschwader 76), Einsatz in Arnheim Nachtjagdgeschwader 1 – III. Gruppe, Nachteinsätze bis in den holländischen Raum Nachtschlachtgruppe 1 Kampfgeschwader 51 (Technische Kompanie für V-Waffen) |
| 1945 | Nachtjagdgeschwader 1 – III. Gruppe Jagdgeschwader 27 – I. Gruppe, Reichsverteidigung Nachtschlachtgruppe 1, Brücke Remagen, nächtliche Bombenabwürfe auf alliierte Nachschubwege |

### Nach dem Krieg
Nach dem Krieg wurden die Munitionsbunker von belgischen Pionieren gesprengt und die militärischen Anlagen demontiert. Inventar, soweit von der Bevölkerung nicht geplündert, wurde öffentlich verkauft. Die Gleise und die Schleddebrücke wurden von der westfälischen Landeseisenbahn abgebaut und verschrottet. Am 27. April 1945 starben sechs Kinder nach Steinwürfen auf Bombenstapel an der Kreisstraße. Da die massiven Gebäude gut erhalten waren, wurden Wohnungen eingerichtet und ausgebombten Familien und Flüchtlingen zugewiesen. Bis Anfang der 1980er Jahre gab es private Mieter. Erhaltene Baracken wurden verkauft. Der Erlös ging an das Bundesvermögensamt. Die unterirdischen Tankanlagen wurden zugekippt mit Abraum; die Eingänge des Stollens wurden verfüllt bzw. gesprengt. 
1958 erfolgte eine Überprüfung der Bundeswehr für die Nutzung des Geländes als militärische Anlage. Die Pläne wurden aus technischen Gründen (nicht radartauglich) fallen gelassen. Zudem gab es durch das Flächenbombardement viele Blindgänger. Bis in die 1990er Jahre war der Kampfmittelräumdienst regelmäßig auf dem Gelände tätig.
Ab Ende der 1960er Jahre nutzte der Luftsportverein Geseke-Büren einen Teil des ehemaligen Rollfeldes als Start- und Landebahn für seine Motorflugzeuge. An den Wochenenden kamen viele Schaulustige; am Standort der ehemaligen Flugleitbaracke wurde eine Flugzeughalle gebaut. Der erhaltene Untergrund wird heute als Parkfläche genutzt. Zu den Piloten gehörten u. a. L. Trugge und der Baron v. Ketteler. Nach Fertigstellung des Flugplatzes Büren-Ahden wechselte der Luftsportverein dorthin.
Ab Mitte der 1970er bis in die 1980er Jahre nutzte die RAF Gütersloh den ehemaligen Fliegerhorst Störmede als Übungsflugplatz und testete dort ihre Senkrechtstarter vom Typ Harrier. In dieser Zeit stürzte ein Jet nach dem Start in Richtung Mittelhausen ab. Die letzten massiven Gebäude wurden ab 1985 abgerissen, da eine weitere zivile Nutzung nicht für sinnvoll erschien. Das Rollfeld wurde wieder Ackerland, das Wegesystem und der Bahndamm blieben weitgehend erhalten. 
2014 wurde vom Kulturring Störmede e. V. in Zusammenarbeit mit Dr. Helmut Mauermann der Erinnerungs-Pfad: Fliegerhorst Störmede errichtet, um an den ehemaligen Militärflugplatz zu erinnern.

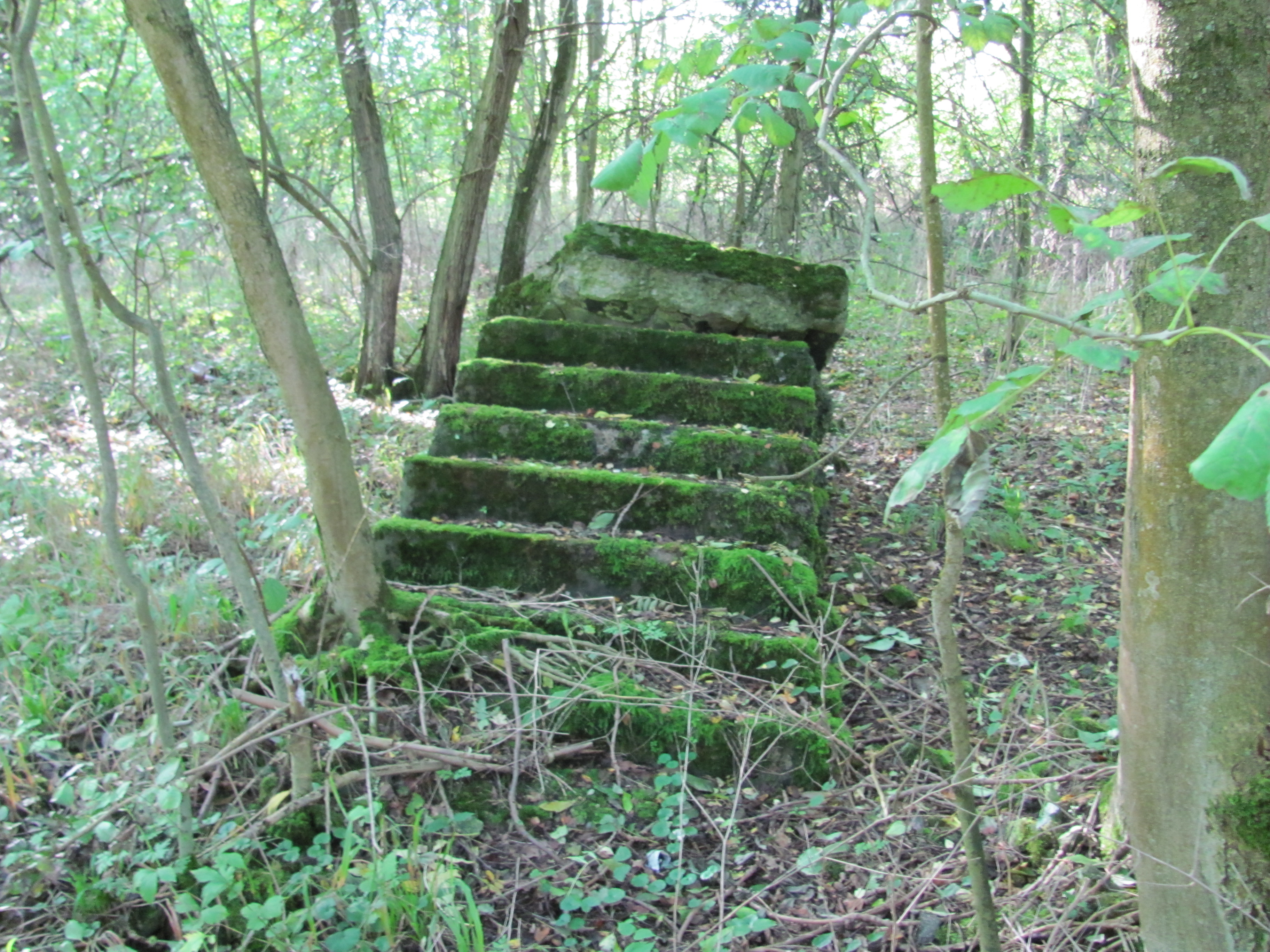
Reste der Treppe zum Vorratsraum der Kantine auf dem ehemaligen Fliegerhorst Störmede

## Stationen des Erinnerungs-Pfad „Fliegerhorst Störmede“

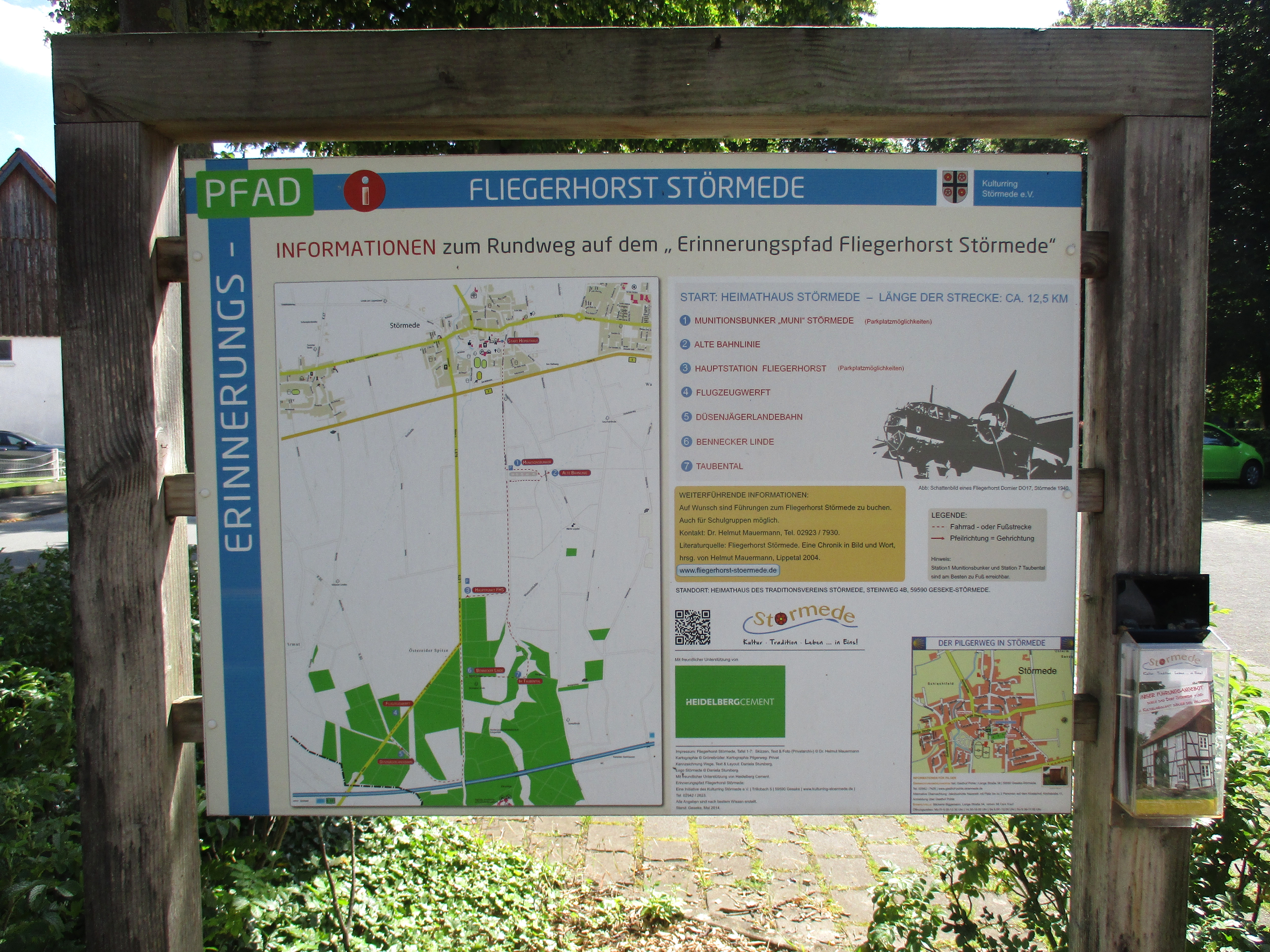
Infotafel „Erinnerungspfad Fliegerhorst Störmede“ am Heimathaus Störmede.

### Heimathaus Störmede
Steinweg 4b Standort
Im Heimathaus Störmede ist ein Modell vom ehemaligen Fliegerhorst ausgestellt und die Ausstellung informiert über seine Geschichte. Geöffnet ist das Heimathaus am ersten Sonntag im Monat. Juli + August ist Sommerpause.

### Infotafel 1: Munitionsbunker „Muni“ Störmede
Holzwindelweg Standort
An Infotafel 1 ist ein kleiner Wanderparkplatz. Dort bewachte einst ein Wachposten die „Muni“ Störmede. Der Platz war zusätzlich von einem Sicherheitszaun umgeben. Die fünf Munitionsbunker waren mit einer Erdschicht bedeckt. Um das Munitionslager herum führte ein befestigter Weg für LKW. Nachschub für Bordwaffen der Flugzeuge und Flakgeschütze kam mit der Bahn vom Geseker Bahnhof oder aus dem Munitionsdepot in Ringelstein bei Büren. Beim Großangriff auf den Fliegerhorst am 24. März 1945 wurde auch die „Muni“ getroffen. Die Bunker hielten jedoch stand. Erst nach dem Krieg wurden sie entmilitarisiert und gesprengt. Reste der ehemaligen Munitionsbunker sind im Wall zwischen Bäumen und Gestrüpp versteckt.

### Infotafel 2: Alte Bahnlinie
Steinkuhlerweg Standort
Der Bahndamm der Schmalspurbahn Fliegerhorst Störmede - Zementwerk „Fortuna“ hatte Anschluss an die Strecke Geseke-Büren. Die Gleise wurden nach dem Krieg abgebaut. Entlang des Bahndamms findet man noch einige Kilometersteine. Von der Brücke über die Westerschledde sind heute nur noch die Fundamente erhalten.

### Infotafel 3: Hauptstation
Holzwindelweg / Rüthener Str. (L 878) Standort
Die Infotafel befasst sich mit der Geschichte des Fliegerhorstes Störmede. Ein Geländeplan zeigt den Standort der größtenteils abgerissenen Gebäude der Anlage. Auf dem betonierten Wanderparkplatz an der Rüthener Straße standen vormals eine Lagerbaracke und das Gebäude der Flugleitung und Wache. Auf dem heutigen Acker war das Rollfeld. Im Wald befinden sich noch Fundamentreste der Fliegerhorstgebäude. Allerdings herrscht dort Gefahr durch Blindgänger.

### Infotafel 4: Flugzeugwerft
Doktorpfad (L 878) Standort
Im Hangar der Flugzeugwerft wurden die Maschinen repariert und wieder flugtauglich gemacht. Heute ist dort Wald.

### Infotafel 5: Düsenjägerlandebahn
Mittelhäuserweg Standort
Hier führte die geplante Landebahn für Düsenjets entlang. Bis zum März 1945 wurde an ihr gebaut. Als die Amerikaner den Fliegerhorst einnahmen, war sie nur zu einem Drittel fertiggestellt.

### Infotafel 6: Bennecker Linde
Bennecker Lindenweg Standort
Die markante Linde mit dem Heiligenhäuschen ist dem Heiligen Benedikt von Nursia geweiht.

### Infotafel 7: Taubental
Bennecker Lindenweg Standort
Auf der Tafel sind Bilder mit alten Ortsansichten. Die Fundamentreste im Wald stammen von einem abgebrannten Hof.